# Luiza Julianna Orańska

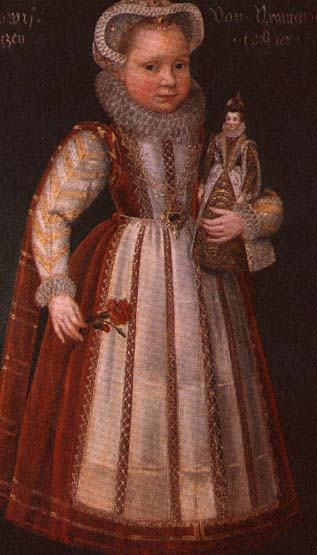
Luiza Juliana jako dziecko

Luiza Juliana Orańska (ur. 31 marca 1576 w Delfcie; zm. 15 marca 1644 w Królewcu) – księżniczka orańska, żona palatyna reńskiego.

## Życiorys
Luiza Julianna była najstarszą córką Wilhelma I Orańskiego i jego trzeciej żony Charlotty de Bourbon. Po zamordowaniu ojca jej wychowaniem zajęła się macocha Louise de Coligny.
23 czerwca 1593 poślubiła w Dillenburgu palatyna reńskiego Fryderyka IV. Miała ośmioro dzieci:
- Luise Juliane (1594–1640), od 1612 żonę Jana II, księcia Palatynatu-Zweibrücken-Veldenz
- Katharina Sofie (1595–1626),
- Fryderyk V, elektor Palatynatu (1596–1632), od 1613 męża Elżbiety Stuart,
- Elżbieta Charlotta (1597–1660), od 1616 żonę Jerzego Wilhelma, elektora Brandenburgii,
- Anna Eleonore (1599–1600),
- Ludwig Wilhelm (1600–1600),
- Moritz Christian (1601–1605),
- Ludwik Filip (1602–1655) – książę Palatynatu-Simmern-Kaiserlauten

Po śmierci męża została wraz z księciem Janem von Pfalz-Zweibrücken-Veldenz ich opiekunką.
W 1619 odradzała synowi Fryderykowi V przyjęcie czeskiej korony. Po jego klęsce wojska cesarskie zajęły Palatynat, a Luiza Julianna wraz z resztą rodziny musiała uciekać. Zamieszkała początkowo u księcia wirtemberskiego Jana Fryderyka. Ten jednak bojąc się gniewu cesarza polecił jej wyjechać ze swojego państwa. Luiza Julianna zamieszkała u swojej córki Elżbiety w Berlinie. W 1638 rodzina elektora brandenburskiego musiała przenieść się do Królewca. Wraz z nią podążyła Luiza Julianna.

## Literatura
- Karl Kollnig, Die Kurfürsten von der Pfalz, 1993.